# تسلتینگن-راختیگ
تسلتینگن-راختیگ (به آلمانی: Zeltingen-Rachtig) یک شهر در آلمان است که در برنکاستل-ویتلیش واقع شده‌است. تسلتینگن-راختیگ ۲٬۲۷۱ نفر جمعیت دارد.

## نگارخانه

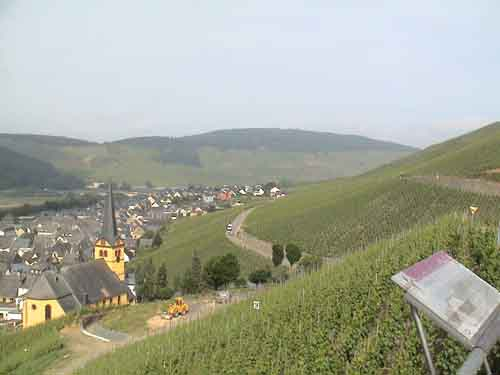
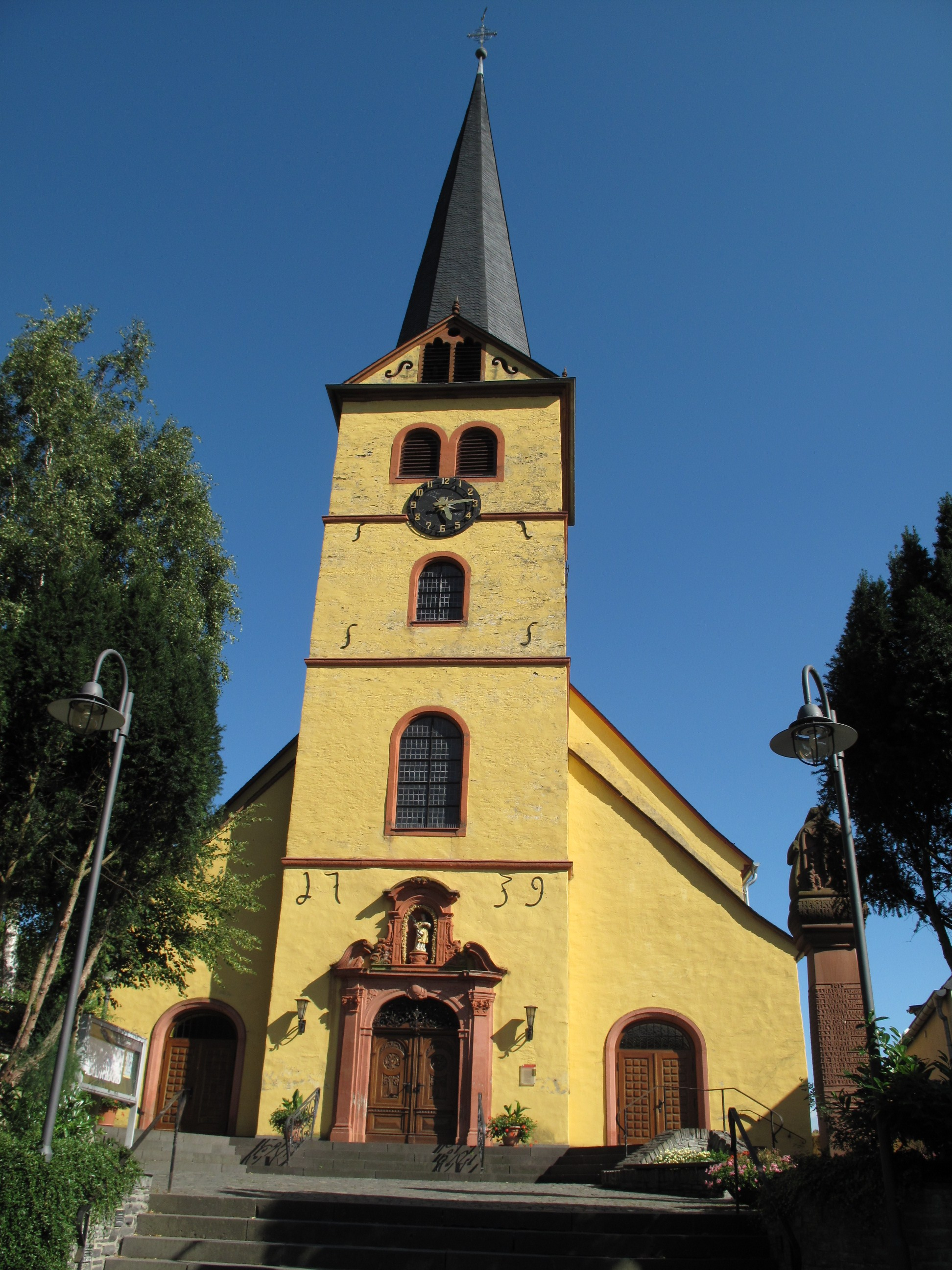
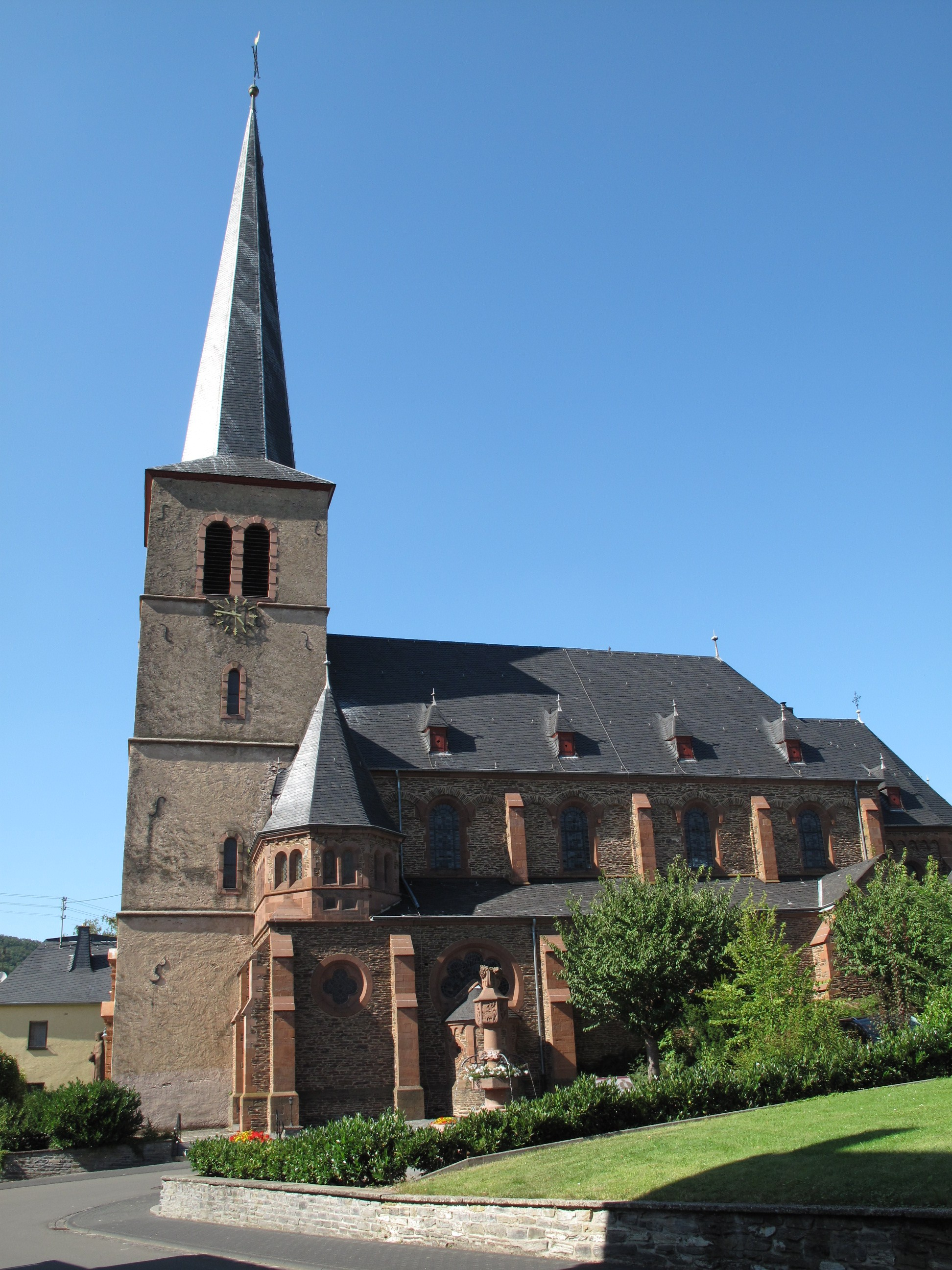